# Сагуаро
 Тази статия е за вида кактус.  За националния парк в САЩ вижте Сагуаро (национален парк).  
Сагуаро (на испански: Saguaro) или карнегия (от латински: Carnegiea gigantea) са вид покритосеменни растения от семейство Кактусови (Cactaceae). Разпространени са в пустинята Сонора в Северна Америка (Мексико, Калифорния и Аризона). Продължителността на живота им надхвърля 150 години. Растенията са с размери на дървета – могат да достигнат височина 13 m и обиколка на стъблото 3 m.
Родът е наречен в чест на Андрю Карнеги (1835 – 1919), американски предприемач, бизнесмен (производство на стомана) и мултимилионер, а също и известен филантроп.